# Sárgahátú bóbitásantilop
A sárgahátú bóbitásantilop (Cephalophus silvicultor) az emlősök (Mammalia) osztályának párosujjú patások (Artiodactyla) rendjébe, ezen belül a tülkösszarvúak (Bovidae) családjába és a bóbitásantilop-formák (Cephalophinae) alcsaládjába tartozó faj.
Nemének a típusfaja.

## Előfordulása
Közép- és Kelet-Afrikában honos antilopfaj. A faj megtalálható Angola, Benin, Bissau-Guinea, Burkina Faso, Burundi,  Kamerun, a Közép-afrikai Köztársaság, a Kongói Demokratikus Köztársaság, a Kongói Köztársaság, Elefántcsontpart, Egyenlítői-Guinea, Gabon, Ghána, Guinea, Kenya, Libéria, Nigéria, Ruanda, Szenegál, Sierra Leone, Togo, Uganda és Zambia területén. Az összes bóbitásantilop-féle közül ennek a fajnak legnagyobb az elterjedési területe.

## Alfajai
- Cephalophus silvicultor curticeps Grubb & Groves, 2002
- Cephalophus silvicultor longiceps Gray, 1865
- Cephalophus silvicultor ruficrista Bocage, 1869
- Cephalophus silvicultor silvicultor Afzelius, 1815

## Megjelenése

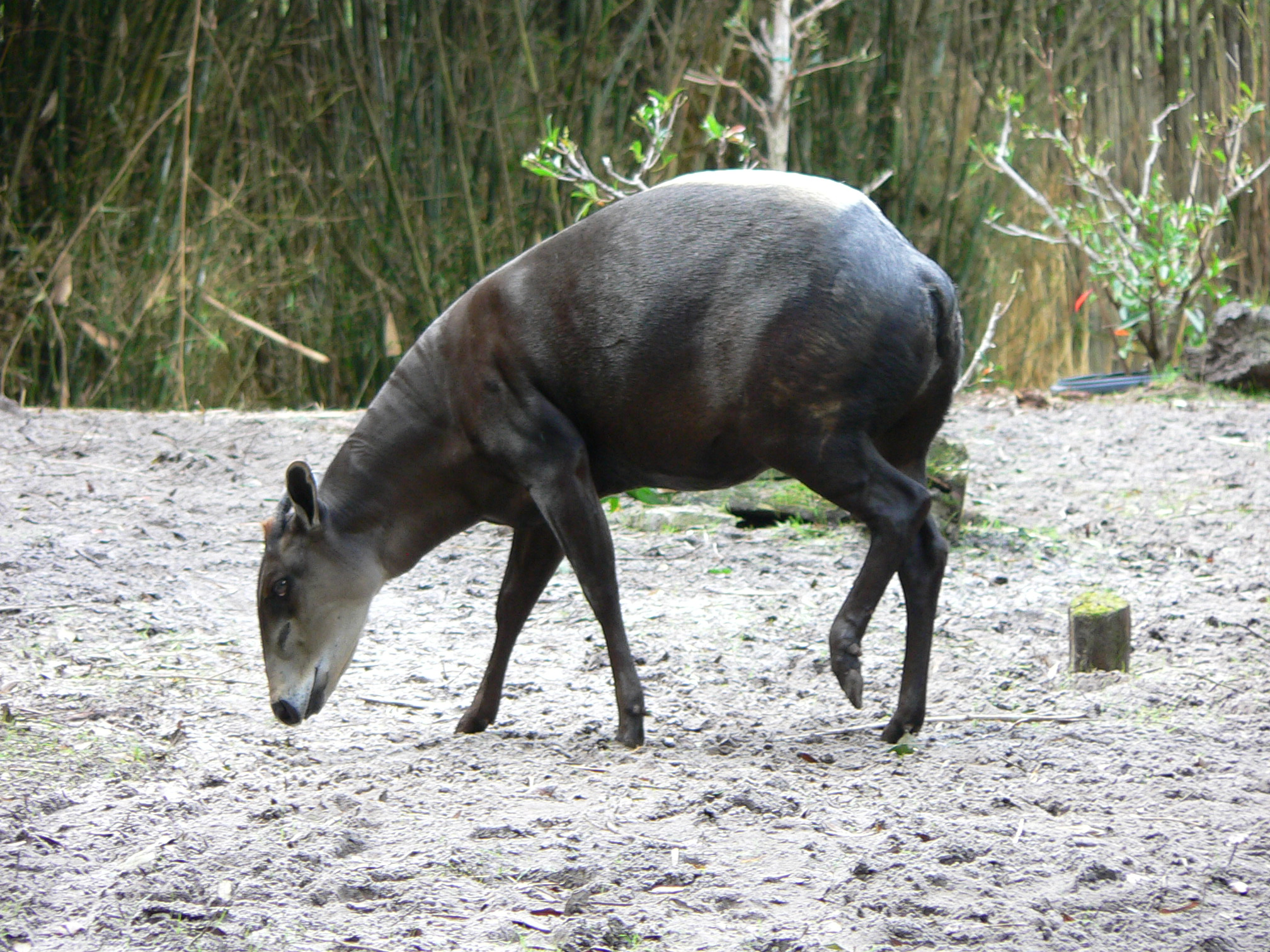

A sárgahátú bóbitásantilop a bóbitásantilopok legtermetesebb faja, testhossza 115–145 cm, marmagassága 80 cm. Testtömege 80 kg körüli. Szőrzete a sötétbarnától a feketéig terjed, hátuk hátsó részén sárga csíkkal. A borjak születésükkor sötétbarnák, oldalukon foltokkal, testük alsó része vöröses. Hátuk közepe egészen 5-9 hónapos korukig koromfekete marad, amikor a sárga színű szőrzet megjelenik. Orra színe világosszürke, ajka fehér. A szeme és füle kis méretű. Az antilop erős testalkatú és karcsú lába van. Mindkét nemű egyednek enyhén bordázott, ék alakú szarva van, melynek hossza eléri a 8,5–21 cm-t, csúcsánál kissé lefelé görbül.

## Életmódja
Mind a sűrű mind a nyílt esőerdők lakója, ahol magvakat, gyümölcsöket, füvet, gombákat és leveleket fogyaszt.

## Szaporodása
Vemhességi ideje 7 hónap. A tehén általában egy, ritkábban két borjúnak ad életet. Ellés után a borjak egy hétig rejtőzködnek, csak ezután kezdenek kimozdulni és legelészni. A teljes elválasztás 5 hónapos korukra történik meg. A nőstények 9-12, a hímek 12-18 hónapos korukra érik el az ivarérettséget.

## Természetvédelmi helyzete
A faj széleskörűen elterjedt és élőhelyén általános. Teljes populációját 150 000 egyedre teszik. Ha a jelenlegi trendek folytatódnak a faj eloszlása egyre töredezettebb lesz, természetvédelmi helyzete veszélyeztetetté válhat. Hosszú távú fennmaradása az egyenlítői esőerdők és szavannák kulcsfontosságú területeinek hatásos védelmétől függ.